# Destruction of the Void
Albums de Count Raven
Storm Warning
(1990) High on Infinity
(1993)
Destruction of the Void est le deuxième album du groupe de doom metal suédois, Count Raven. Il est sorti le 21 juillet 1992 sur le label Hellbound Records et a été produit par le groupe et Zeb King.

## Historique

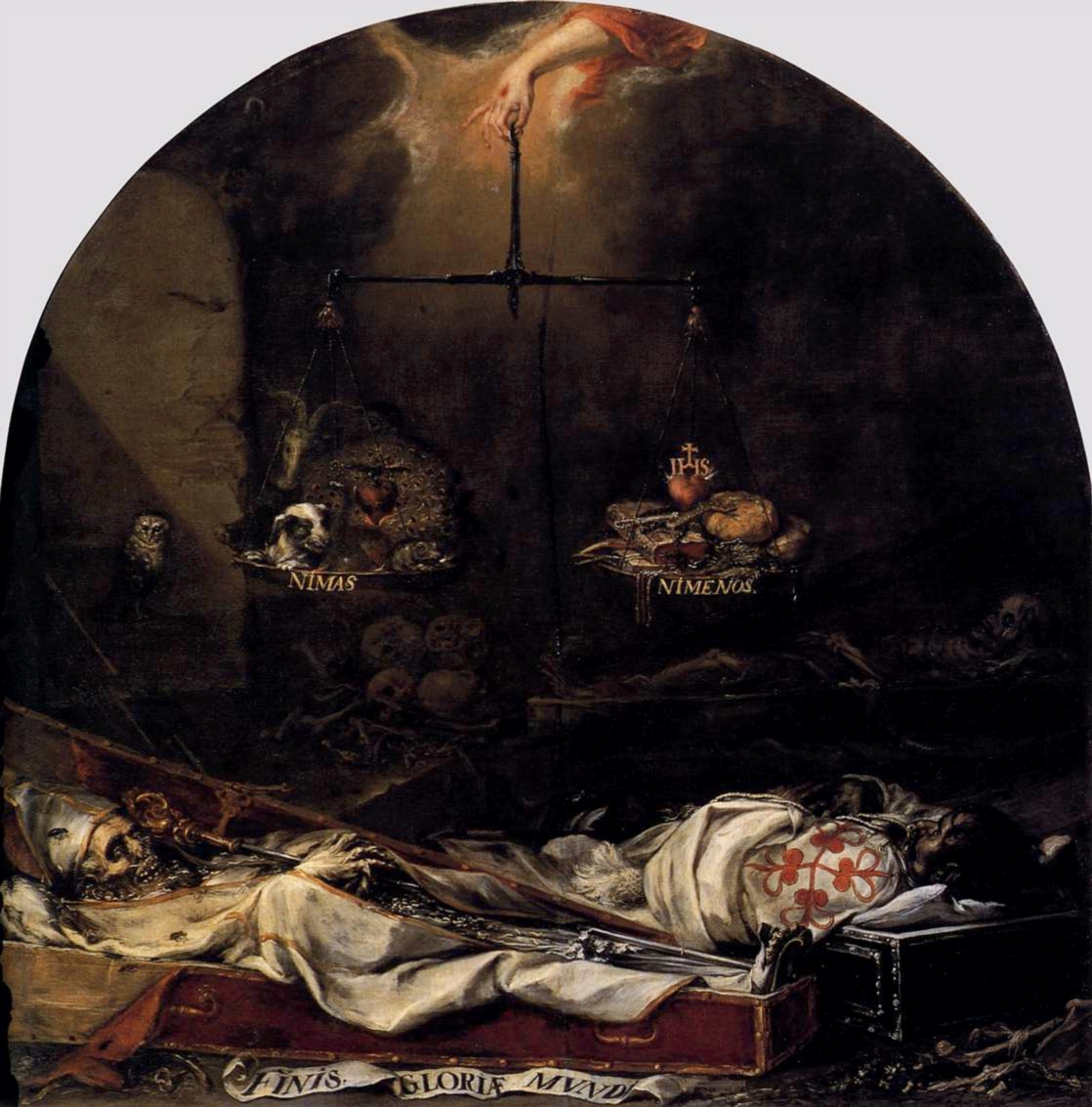
Le tableau original de Juan de Valdés Leal

Cet album fut enregistré en janvier - mars 1992 au Whiteflower A-studio. Après le départ du chanteur Christian Lindersson qui rejoindra le groupe de doom metal américain Saint Vitus, c'est le guitariste Dan Fondelius qui prendra sa place et le groupe passera en un trio. La voix de Fondelius est très proche de celle du chanteur Ozzy Osbourne autant dans sa tessiture que dans sa façon de chanter et rappelle le Black Sabbath du début des années 1970. Pour cet album, le groupe a composé de nouveaux titres et seul, Nobody's Hero, figurait sur la cassette de démos intitulée Indignus Famulus et enregistrée en 1989.
En 2018, le label Metal Blade Records ressort cet opus en format double album vinyle en nombre limité avec deux titres provenant de la démo Indignus Famulus, Point of Youth et Sworn to Fun avec encore Christian Lindersson au chant. Les titres furent remixés par le producteur/musicien allemand Patrick W. Engel.
La pochette est la représentation d'un tableau de Juan de Valdés Leal datant de 1672 intitulé Finis Gloriae Mundi, une des deux vanités qui ont été peintes pour l'hôpital de la Charité de Séville.

## Liste des titres
| No  | Titre                         | Auteur                                        | Durée |
| --- | ----------------------------- | --------------------------------------------- | ----- |
| 1.  | Until Death Do Us Apart       | Dan Fondelius                                 | 7:46  |
| 2.  | Hippies Triumph               | Fondelius                                     | 4:51  |
| 3.  | Destruction of the Void       | Fondelius                                     | 4:45  |
| 4.  | Let the Dead Bury the Dead    | Fondelius                                     | 5:48  |
| 5.  | Nothern Lights (instrumental) | Fondelius                                     | 3:51  |
| 6.  | Leaving the Warzone           | Fondelius, Tommy Eriksson, Christer Petterson | 6:59  |
| 7.  | Angel of Death                | Fondelius, Eriksson, Petterson                | 7:11  |
| 8.  | The Final Journey             | Fondelius, Eriksson, Petterson                | 6:59  |
| 9.  | No Ones Hero                  | Fondelius                                     | 4:53  |
| 10. | Europa (instrumental)         | Fondelius                                     | 4:00  |

Titres bonus réédition 2018 en double album vinyle
| No  | Titre          | Auteur      | Durée |
| --- | -------------- | ----------- | ----- |
| 11. | Point of Youth | Count Raven | 4:17  |
| 12. | Sworn to Fun   | Count Raven | 4:40  |

## Musiciens
- Dan "Fodde" Fondelius: chant, guitares, claviers
- Tommy "Wilbur" Eriksson: basse
- Christer "Renfield" Pettersson: batterie
- Christian Lindersson: chant sur Point of Youth et Sworn to Fun